# Castelo Pendennis
Castelo Pendennis (em córnico: Penn Dinas, que significa "fortificação de promontório") é um forte de artilharia construído por Henrique VIII perto de Falmouth, Cornualha, Inglaterra entre 1540 e 1542. Fazia parte do programa King's Device para proteger contra invasões da França e do Sacro Império Romano-Germânico e defendeu a hidrovia de Carrick Roads, na foz do rio Fal. A torre de menagem circular original e a plataforma de armas foram ampliadas no final do século para fazer face à crescente ameaça espanhola, com um anel de extensas muralhas de pedra e baluartes construídos em torno do castelo mais antigo. Pendennis serviu durante a Guerra Civil Inglesa, quando foi mantida pelos Monarquistas, e só foi tomada pelo Parlamento após um longo cerco em 1646. Sobreviveu ao interregno e Carlos II renovou a fortaleza após sua restauração ao trono em 1660.
As preocupações constantes sobre uma possível invasão francesa resultaram na modernização e atualização das defesas de Pendennis na década de 1730 e novamente durante a década de 1790; durante as Guerras Napoleônicas, o castelo continha até 48 armas. Nas décadas de 1880 e 1890, um campo minado operado eletricamente foi colocado ao longo do rio Fal, operado a partir de Pendennis e St Mawes, e novos canhões de disparo rápido foram instalados para apoiar essas defesas. O castelo foi rearmado durante a Primeira Guerra Mundial, mas não entrou em ação e foi rearmado novamente durante a Segunda Guerra Mundial, quando entrou em ação contra a aeronave alemã da Luftwaffe, mas em 1956, já obsoleto, foi desativado. Passou para o controle do Ministério das Obras britânico, que desmantelou muitos dos edifícios militares mais modernos e abriu o local à visitação. No século 21, o castelo é administrado pela English Heritage como atração turística, recebendo 74.230 visitantes entre 2011 e 2012. A agência de patrimônio Historic England considera Pendennis "um dos melhores exemplos de um forte promontório defensivo pós-medieval no país".

## História

### Séculos XVI a XVII

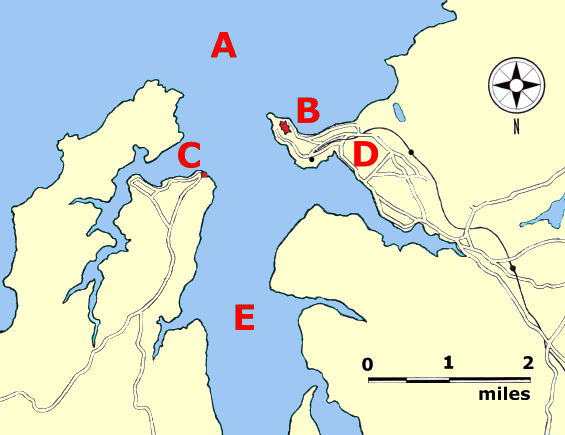
Um plano das defesas moderno de Falmouth; Legenda: A – Baía de Falmouth; B – Castelo Pendennis; C – Castelo de St Mawes; D-Falmouth; E – Estradas Carrick

#### Construção

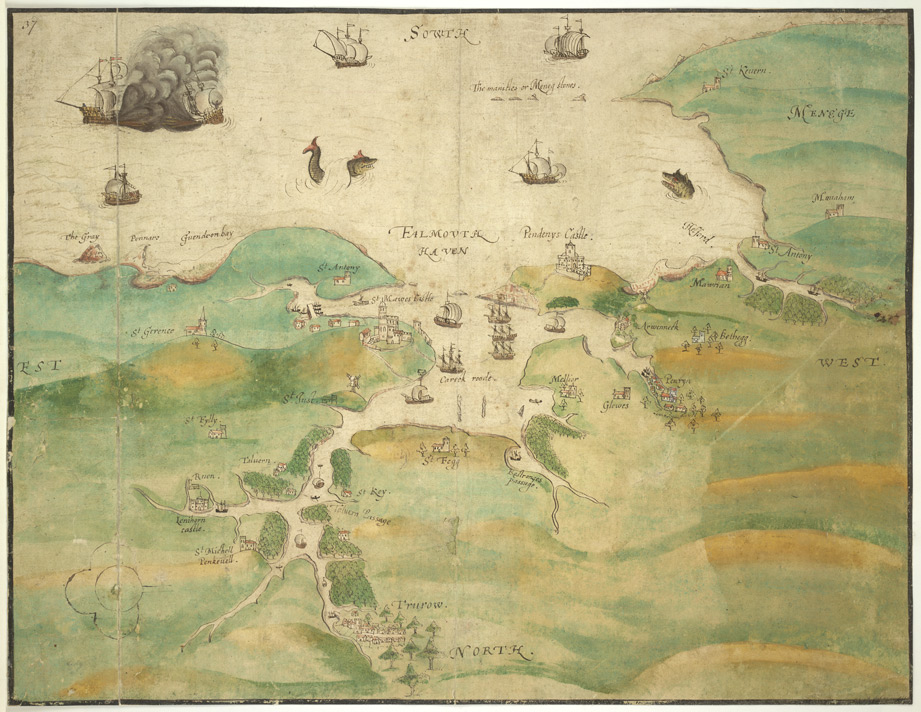
Um plano das defesas de Falmouth do final do século XVI.

O Castelo Pendennis foi construído como consequência das tensões internacionais entre a Inglaterra, a França e o Sacro Império Romano-Germânico nos anos finais do reinado do rei Henrique VIII. Tradicionalmente, a Coroa deixava as defesas costeiras aos senhores feudais e as comunidades locais, assumindo apenas um papel modesto na construção e manutenção de fortificações, e enquanto a França e o Sacro Império Romano continuavam em conflito entre si, os ataques marítimos eram comuns, mas uma invasão real da Inglaterra parecia improvável. As defesas básicas, baseadas em simples fortificações e torres, existiam no sudoeste e ao longo da costa de Sussex, com algumas obras mais impressionantes no norte da Inglaterra, mas em geral as fortificações eram de escala muito limitada.
Em 1533, Henrique rompeu a aliança com o Papa Paulo III por não anular o casamento de longa data com sua esposa, Catarina de Aragão, e poder se casar novamente. Catarina era tia de Carlos V, o Sacro Imperador Romano, e ele considerou a anulação um insulto pessoal. Isto resultou na declaração de uma aliança entre a França e o Império contra Henrique em 1538, e o Papa encorajando os dois países a atacar a Inglaterra. Uma invasão da Inglaterra parecia certa. Em resposta, Henrique emitiu uma ordem, chamada de "dispositivo", em 1539, dando instruções para a "defesa do reino em tempo de invasão" e a construção de fortes ao longo da costa inglesa.
O trecho de água conhecido como Carrick Roads, na foz do rio Fal, era um importante ancoradouro que atendia aos navios que chegavam do Atlântico e do Mediterrâneo. Uma pequena torre de armas, chamada Little Dennis Blockhouse, foi construída em 1539 com vista para a entrada da foz, e planos foram feitos para proteger ainda mais o ancoradouro com cinco castelos adicionais. No caso, apenas dois deles foram construídos, Pendennis e St Mawes Castle, posicionados em cada lado de Carrick Roads e capazes de fornecer fogo sobreposto através da água. John Killigrew, um membro proeminente da pequena nobreza local da Cornualha, provavelmente supervisionou a construção de Pendennis; foi construído em suas terras e ele foi nomeado seu primeiro capitão. O Castelo Pendennis custou £5.614 para ser construído na época.

#### Operação inicial
A nobre família Killigrew controlou o castelo por várias décadas, com o filho e o neto de John Killigrew continuando, por sua vez, como capitão até 1605. Os capitães de Pendennis discutiam frequentemente com os de St Mawes e em 1630 eclodiu uma disputa legal sobre os direitos de revistar e deter navios que chegavam: ambos os castelos argumentaram que tinham o direito tradicional de o fazer. O Almirantado britânico finalmente emitiu um acordo, propondo que os castelos compartilhassem a busca do tráfego.

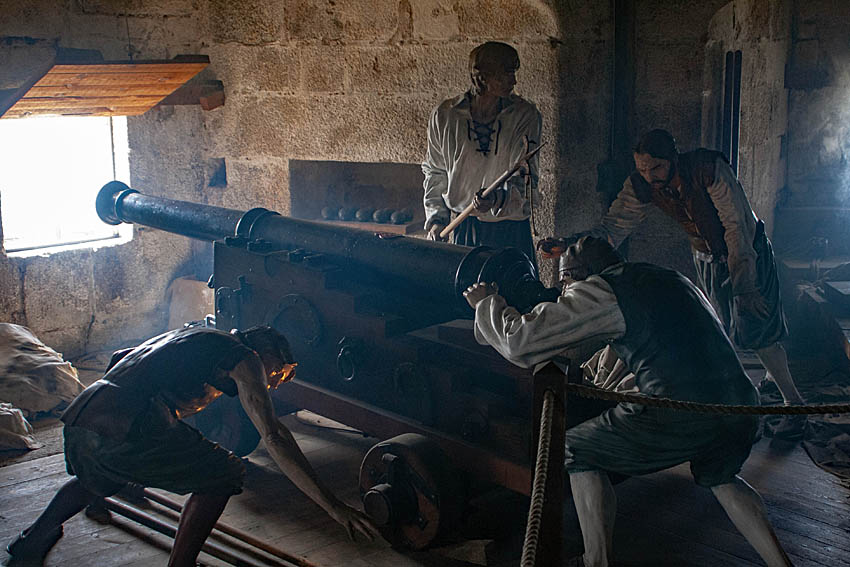
Encenação da tripulação de armas Tudor em ação na fortaleza.

Entretanto, um acordo de paz duradouro com a França foi feito em 1558 e a ameaça inicial de invasão passou. A ameaça espanhola ao sudoeste da Inglaterra tornou-se mais séria, porém, e a guerra eclodiu em 1569. Como resultado, uma terraplenagem defensiva foi construída a noroeste do castelo para protegê-lo contra um ataque terrestre, e uma bateria de canhões adicional voltada ao rio acima foi instalada ao longo da fortificação. Os níveis da guarnição variaram consideravelmente durante o período. Pendennis tinha uma guarnição de 100 homens em 1578, e poderia ter reunido cerca de 500 homens em 1596, enquanto em 1599 era supostamente guardado por 200 soldados.

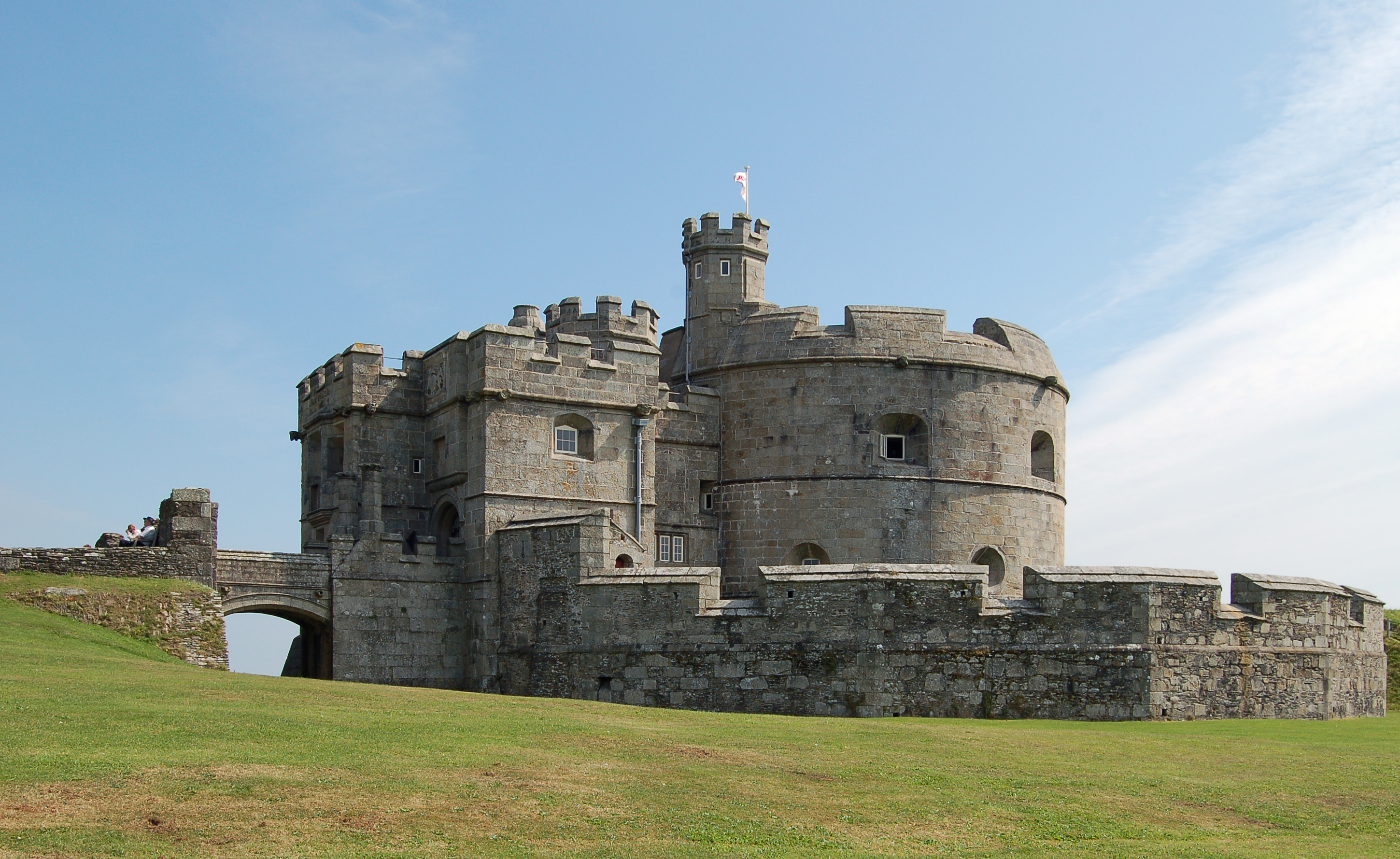
A torre de menagem do Castelo Pendennis.

A ameaça espanhola continuou; grupos de ataque destruíram a casa da família Killigrews em Arwenack em 1593, e quatro navios espanhóis atacaram as cidades ao longo da costa em 1595.[23] Em 1597, uma frota espanhola com 20.000 homens partiu para atacar Pendennis e invadir a Inglaterra, só sendo impedida de desembarcar devido ao mau tempo. O ataque fracassado causou considerável preocupação dentro do governo e o Conselho Privado foi informado de que o castelo não era suficiente para evitar um desembarque espanhol ao longo da costa.[25] Uma revisão subsequente realizada por Sir Nicholas Parker, Sir Walter Raleigh e Sir Ferdinando Gorges recomendou que as defesas do castelo fossem significativamente ampliadas. O engenheiro militar Paul Ivey construiu um anel de terraplenagem, canhoneiras, baluartes e uma vala revestida de pedra em estilo italiano ao redor do castelo henriquianos entre 1597 e 1600, usando uma equipe de 400 trabalhadores locais, custando cerca de £80 por semana em salários.
No início dos anos 1600, a Inglaterra estava em paz e Pendennis foi negligenciado; supostamente, o pagamento da guarnição estava atrasado em dois anos, forçando-os a coletar moluscos na costa para se alimentar. No entanto, uma nova portaria de estilo italiano foi adicionada ao castelo, provavelmente em 1611. A guerra com a Espanha estourou novamente em 1624 e uma nova linha defensiva, com bastiões e artilharia, foi construída em toda a península em 1627.

#### Guerra Civil Inglesa e Restauração

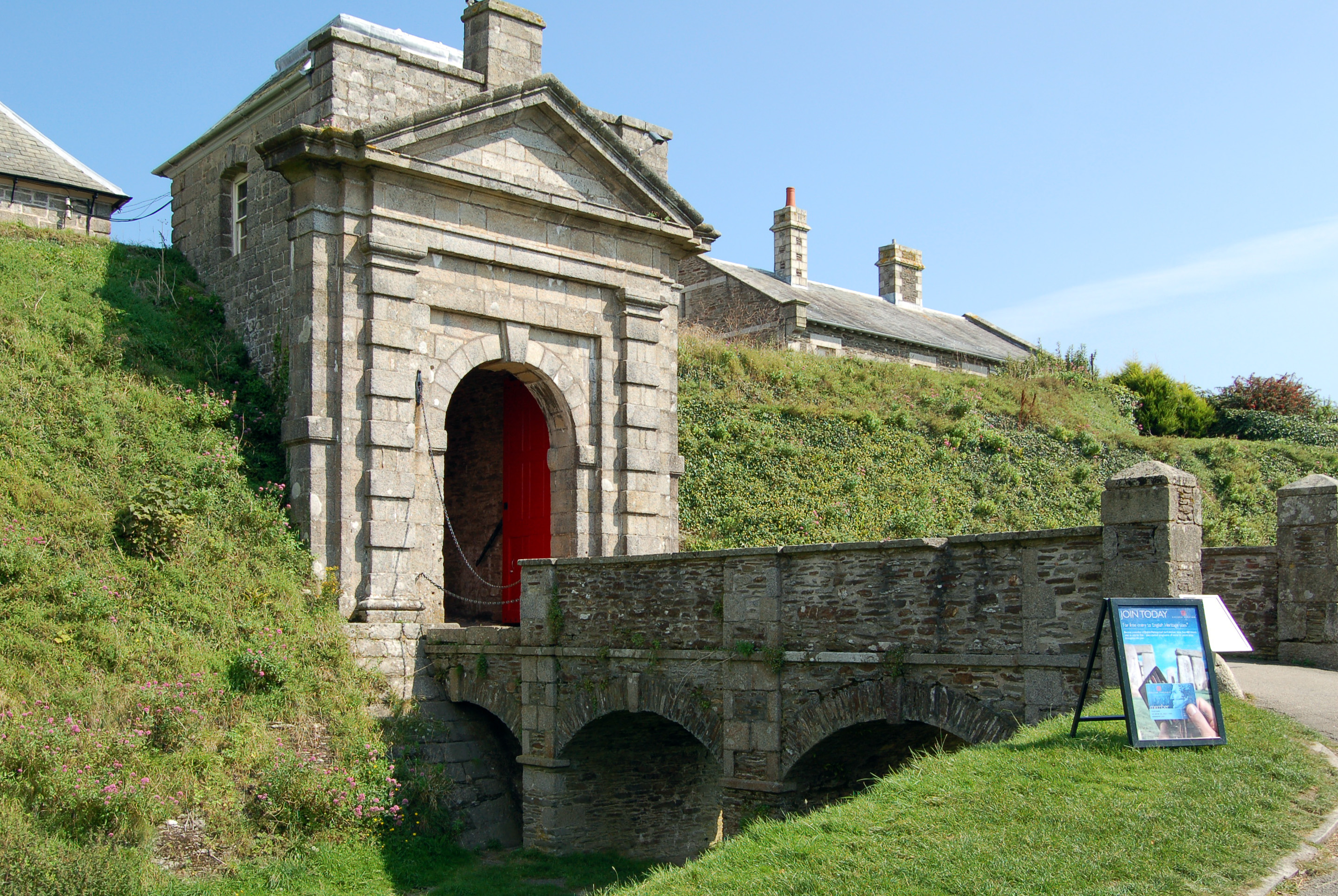
A portaria de estilo clássico, construída em 1700.

Quando a guerra civil eclodiu em 1642 entre o rei Carlos I e o Parlamento, Pendennis e o sudoeste da Inglaterra foram controlados pelos realistas. A crescente cidade de Falmouth era uma parte estrategicamente importante da sua rota de abastecimento para o continente, enquanto Carrick Roads formava uma base para a pirataria realista no Canal da Mancha. À medida que a guerra se voltou a favor dos parlamentares, foram feitos preparativos para que o príncipe Carlos se abrigasse ali durante o inverno de 1645-46, como parte dos quais as fortificações circundantes foram melhoradas; no caso, Charles permaneceu no castelo apenas brevemente no início de 1646.
Pouco depois de Carlos deixar Pendennis e ir para as Ilhas Scilly em 2 de março, Thomas Fairfax entrou na Cornualha com um exército substancial. Quase todas as outras posições realistas na Inglaterra já haviam caído e o Castelo de St Mawes rendeu-se imediatamente quando Fairfax se aproximou. O Castelo de Pendennis, no entanto, continuou a resistir, defendido por cerca de 1.000 soldados sob o comando de Sir John Arundell. Eles estavam determinados a resistir aos sitiantes e Arundell anunciou que preferiria morrer a se render. Dois coronéis parlamentares, Fortescue e Hammond, dirigiram o bombardeio do castelo por terra, enquanto o capitão Batten, com uma flotilha de dez navios, bloqueou-o pelo mar, impedindo a chegada de novos suprimentos.
As defesas da guarnição foram apoiadas com fogo de artilharia de um navio de guerra realista que encalhou ao norte do castelo para produzir uma plataforma de armas adicional. Em julho, a comida começou a ficar escassa e alguns membros da guarnição tentaram, sem sucesso, escapar por mar para adquirir suprimentos. Arundell concordou com uma rendição honrosa em 15 de agosto, e cerca de 900 sobreviventes deixaram o forte dois dias depois, alguns com doenças terminais devido à desnutrição. Pendennis foi a penúltima fortificação realista a resistir na guerra.
O Parlamento manteve uma guarnição no castelo, mas em 1647 reduziu os níveis das forças armadas em todo o país; a maioria dos soldados que perderam seus postos receberam dois meses de salário, mas em Pendennis foi oferecido apenas um mês de salário. A guarnição, liderada pelo Coronel Richard Fortescue, prendeu os comissários parlamentares visitantes e recusou-se a deixar o castelo até que o pagamento adicional lhes fosse concedido. Temendo uma revolta maior, o Parlamento negociou o fim do confronto, pagando integralmente a guarnição e oferecendo a Fortescue um novo emprego em outro local. Uma guarnição menor e mais confiável foi então instalada. Durante o Interregno, o castelo foi usado para aprisionar o panfletário radical William Prynne.
Pouco antes da restauração do rei Carlos II ao trono em 1660, o monarquista Sir Peter Killigrew tornou-se o novo capitão do castelo. Os temores de uma invasão continuaram e uma bateria adicional de canhões foi construída em Crab Quay, a sudeste da fortificação principal. No final do século, foram construídos um novo quartel e portão de guarda, provavelmente emulando os que estavam sendo construídos na França.

#### Séculos XVII a XIV

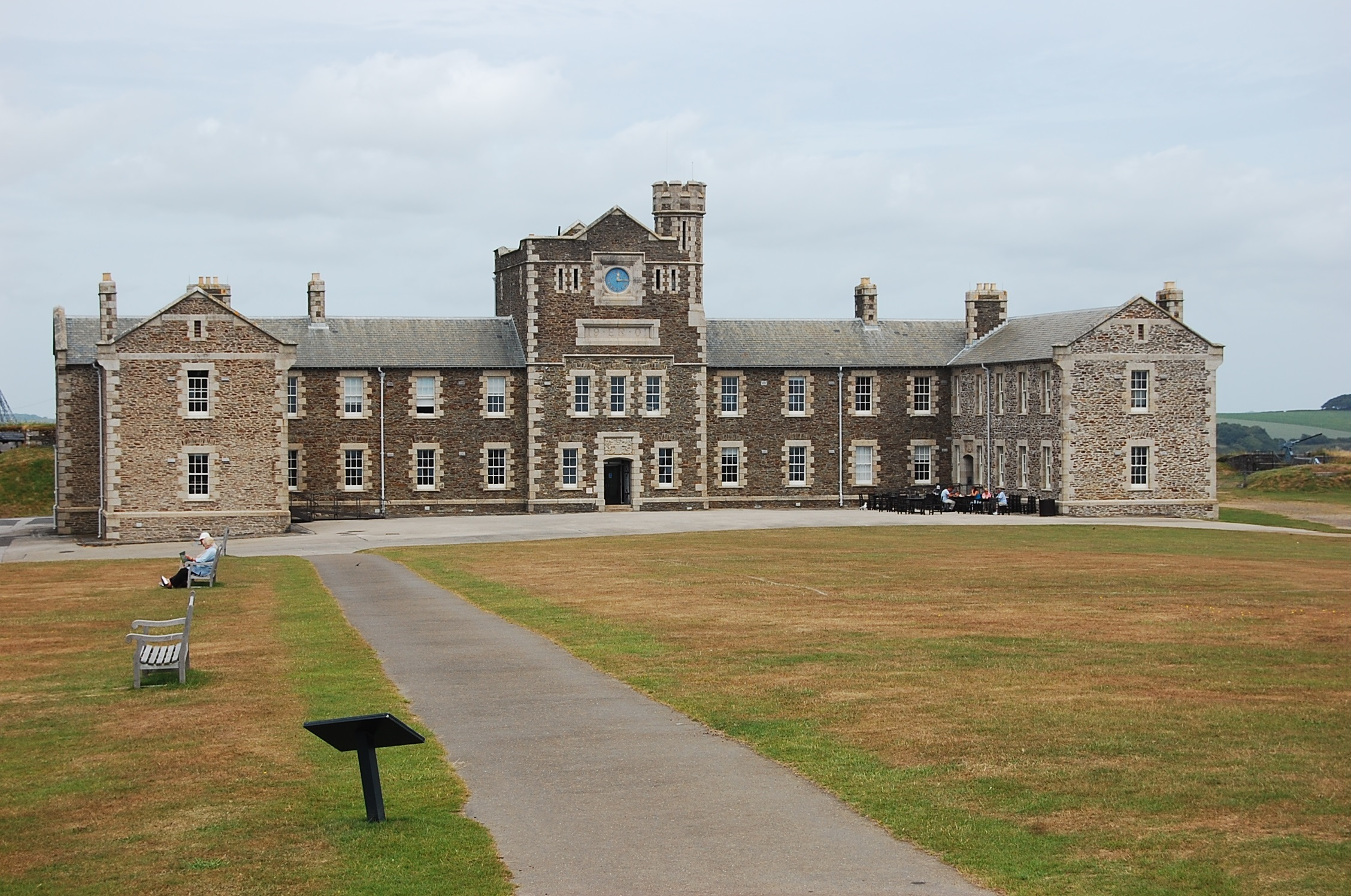
Quartel do início do século 20.

O Castelo Pendennis continuou em uso durante os séculos XVIII e XIX sob o comando de sucessivos capitães, ainda operando em parceria com St Mawes. Em 1714, o coronel Christian Lilly efetuou uma inspeção à fortificação, constatando seu  "estado muito precário" e que "o corpo do forte, durante muitos anos abandonado, encontra-se agora em estado muito ruinoso". Os parapeitos desabaram, as muralhas podiam ser facilmente escaladas e as valas estavam cheias de espinheiros. Pouco foi feito para remediar esta situação, no entanto, apenas até a década de 1730, quando o castelo foi amplamente modernizado. O interior foi redesenhado, as muralhas foram reconstruídas e os canhões do castelo foram substituídos, incorporando novos canhões de 18 libras.
Durante a Guerra Revolucionária Americana, a França aliou-se aos revolucionários, causando o início da guerra com a Grã-Bretanha em 1778.[44] Seguiram-se as Guerras Revolucionária Francesa e Napoleônicas, período durante o qual Falmouth se tornou um importante depósito militar. Em 1795, a Coroa comprou as terras do castelo da família Killigrew e reforçou a fortaleza para lidar com a nova ameaça de invasão. O governo instalou mais armas e construiu uma nova posição de armas chamada Bateria Meia-Lua, fora dos muros do século XVI; as defesas terrestres de Pendennis foram reforçadas e um novo quartel e outros edifícios auxiliares foram construídos dentro da fortaleza. No seu auge, o castelo estava equipado com até 48 peças de artilharia. Uma nova unidade voluntária de artilharia foi formada em Falmouth para apoiar os fortes ao redor do porto, muitos deles realizando treinamento usando os canhões de Pendennis antes de serem implantados em outros lugares da Cornualha.
Após o fim das Guerras Napoleônicas em 1815, Pendennis foi esquecido; muitas de suas armas ficaram inutilizáveis e alguns edifícios caíram em ruínas. O antigo posto de capitão do Castelo de Pendennis foi abolido em 1837, com a fortificação comandada por uma nomeação militar convencional. Na década de 1850, os temores renovados de uma invasão francesa levaram ao investimento em nova artilharia no castelo, e dezenove canhões de 32 e 56 libras (14,5 e 24,5 kg) foram instalados. Falmouth continuou a ser um porto importante, especialmente para a Marinha Real. Quando surgiram novas preocupações sobre a França, um campo minado operado eletricamente foi colocado em Carrick Roads em 1885, controlado conjuntamente por Pendennis e St Mawes. Novos canhões de tiro rápido de 6 e 12 libras (2,7 e 5,4 kg), apoiados por metralhadoras para defesa aproximada, foram designados ao castelo para lidar com a ameaça emergente de torpedeiros inimigos.

#### Séculos 20 a 21
O 105º Regimento de Artilharia da Guarnição Real Britânica assumiu a tripulação do Castelo Pendennis em 1902. Um novo quartel foi construído para abrigá-los, e uma estação de sinalização foi construída no topo da antiga torre de menagem para coordenar as operações, enquanto a guarita do século XVI ao lado da torre de menagem foi demolida. O castelo foi reforçado por soldados durante a Primeira Guerra Mundial e defesas adicionais foram construídas no lado terrestre. Continuou a defender o porto e também foi usado para fins de treinamento. Após a guerra, Pendennis continuou a ser usado para treinar artilheiros, mas os seus edifícios do século XVI foram colocados sob a tutela do Ministério das Obras britânico em 1920, e em 1939 a artilharia da fortificação tinha sido toda removida.

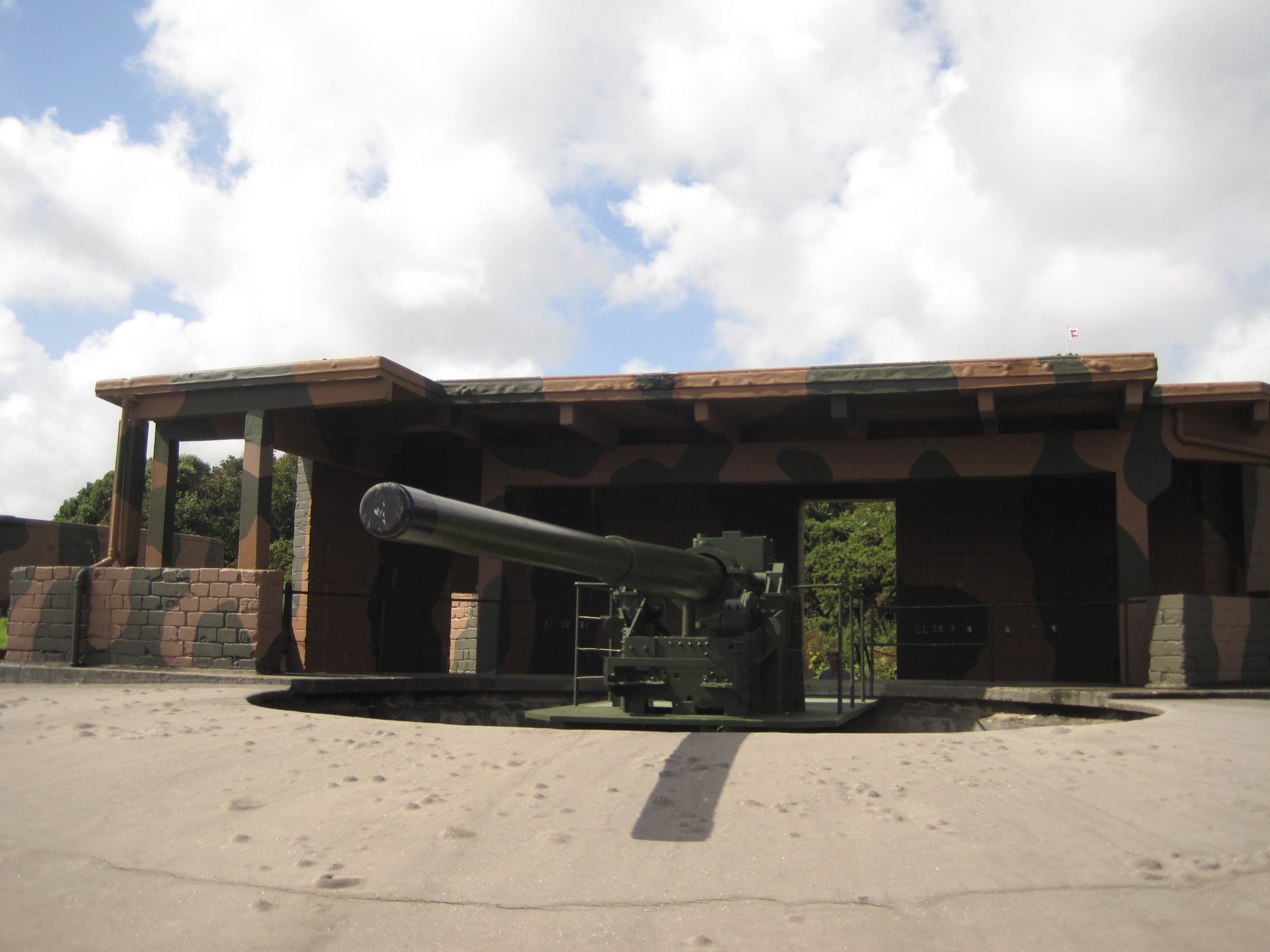
Canhão Mark 24 de 6 polegadas (152 mm) na bateria Half Moon, datado da Segunda Guerra Mundial.

O castelo foi rearmado no início da Segunda Guerra Mundial. Foram instalados canhões duplos de 6 libras e artilharia de longo alcance, trincheiras em zigue-zague cavadas para proteção e novos edifícios adicionados em todo o local. O forte do século 16 foi usado como quartel-general do Comando de Bombeiros de Falmouth, que administrava a artilharia em toda a área. Novos canhões Mark 24 de 6 polegadas (152 mm) controlados por radar foram lançados em 1943. Falmouth desempenhou um papel importante no apoio à invasão da França no Dia D em 1944, e durante os preparativos para a invasão, as baterias de armas em Pendennis foram usadas para defesa contra os E-boats alemães. Após a guerra, Pendennis ainda foi usado para treinamento, mas o castelo estava obsoleto e foi desativado em 1956.
Todo o terreno de Pendennis foi colocado sob a tutela do Ministério das Obras britânico e foi aberto à visitação; o Ministério concentrou a sua atenção no castelo do século XVI e muitos dos edifícios mais modernos foram destruídos. O quartel foi utilizado como hostel entre 1963 e 2000. A agência de património English Heritage assumiu o controle do castelo em 1984 e deu maior prioridade à conservação das suas características modernas. Na década de 1990 foram realizadas extensas obras em todo o castelo para remodelar as fortificações e abrir novas instalações aos visitantes, acompanhadas de levantamentos arqueológicos e escavações; na década de 2000, o refeitório do sargento e a casa do zelador foram convertidos em chalés de férias.
No século 21, o castelo é administrado pela English Heritage como atração turística, recebendo 74.230 visitantes em 2011-12. É protegido pela lei do Reino Unido como um edifício classificado como Grau I e como um monumento marcado.